# One More Level
One More Level – polski niezależny producent gier komputerowych z siedzibą w Krakowie, tworzący dynamiczne gry akcji (gameplay driven). Notowany na giełdzie NewConnect od 2018 roku po połączeniu ze spółką Laser Med.

## Historia
Studio powstało w 2014 roku z połączenia dwóch mniejszych deweloperów gier – Nimbi Studios oraz Tap It Games. Początkowo studio stworzyło port gry Deadlings na PC.
W 2015 roku One More Level było wydawcą i współproducentem gry Warlocks vs Shadows. Grę poprzedziła kampania na platformie Kickstarter. W 2016 roku na zlecenie Artifex Mundi spółka przygotowała produkcję Crimson Lily. W 2015 roku studio zapowiedziało grę God’s Trigger. Projekt został wydany przez Techland i zadebiutował w 2019 roku.
Największym dotychczasowym sukcesem był zapowiedziany w 2019 roku, a wydany 27 października 2020 Ghostrunner. Jest to dynamiczna gra akcji, osadzona w cyberpunkowym świecie. Ukazała się ona na komputery osobiste, PlayStation 4 i Xbox One, a później także na Nintendo Switch, PlayStation 5 oraz Xbox Series X. Gra opracowana przez One More Level powstała z udziałem dwóch wydawców – polskiego All In! Games S.A. oraz włoskiego 505 Games S.p.A. W produkcję zaangażowane były także dwa dodatkowe zewnętrzne studia deweloperskie – 3D Realms oraz Slipgate Ironworks. Gra spotkała się z bardzo dobrym przyjęciem. Na platformie Steam ponad 92% graczy wystawiło jej pozytywne recenzje. Według agregatora Metacritic średnia ocen Ghostrunnera wyniosła 81 na 100 punktów (z 64 recenzji). Studio za grę otrzymało szereg nagród, wśród nich nagrodę dla najlepszej polskiej gry 2020 roku podczas Digital Dragons 2021 oraz dla najlepszej gry indie dekady podczas Digital Dragons 2022. Ghostrunner miał także rozbudowane wsparcie popremierowe, zwieńczone fabularnym rozszerzeniem o nazwie Ghostrunner: Project_Hel, które zostało wydane 3 marca 2022.
W 2020 roku prezes studia Szymon Bryła oraz wiceprezes Radosław Ratusznik byli nominowani do Paszportów „Polityki” w kategorii Kultura Cyfrowa.
W maju 2021 roku ogłoszone zostały prace nad Ghostrunner 2 – sequelem największego przeboju studia. Wydawcą ponownie będzie włoskie 505 Games, które ma prawa do marki Ghostrunner.
Studio pracuje także nad drugim projektem – Cyber Slash. Tytuł początkowo był własnością polskiego wydawcy All In! Games, jednak w 2022 roku, prawa do niego wykupiło One More Level.

## Wyprodukowane gry
- Deadlings (2014)
- Warlocks vs Shadows (2015)
- Crime Secrets: Crimson Lily (2016)
- God’s Trigger (2019)
- Ghostrunner (2020)
- Ghostrunner: Project_Hel (2022)
- Ghostrunner 2 (2023)